# Грехневка (Иркутская область)
Грехневка — заимка в Боханском районе Иркутской области России. Входит в состав Олонского муниципального образования. Находится примерно в 138 км к западу от районного центра.

## Население
По данным Всероссийской переписи, в 2010 году на заимке проживали 164 человека (75 мужчин и 89 женщин).